# Ingrid Käller
Ingrid Margareta Käller-Glasell, född 24 december 1909 i Stora Kopparbergs församling, död 30 januari 2000 i Falun, var en svensk tecknare, keramiker och skulptör.
Hon var dotter till målaren Theodor Glasell och Olga Sofia Nilsson, från 1947 gift med Axel Käller. Hon studerade vid Tekniska skolan i Stockholm 1930–1933 samt skulptur för Marcel Gimond och Hubert Yencesse vid Académie Julian i Paris 1950 och under studieresor till Köpenhamn, Oslo och Frankrike. Käller-Glasell medverkade i utställningar på bland annat Nationalmuseum, Falu konsthall och med Dalarnas konstförening. Tillsammans med sin syster Karin Glasell startade hon verkstadsateljén "Focus" på Karlströmska gården i Falun 1935. Hon övertog hela ateljén 1950 och fortsatte driften som en ren keramikverkstad. Hennes konst består av främst bruks- och prydnadsföremål samt en del väggtavlor, ofta i fajans, men också måleri i tusch eller pastell. Hennes föremål signerades IG, ik, IK FOCUS FALUN, INGRID KÄLLER FALUN. Makarna Käller är begravda på Hosjö kyrkogård.

### Digitala källor
- Ingrid Käller-Glasell 1909-2000 beskriven hos Signaturer.se
- Käller, Ingrid Margareta och Käller, Axel Gunnar på SvenskaGravar.se